# Довгаль Павло Миколайович
Павло Миколайович Довгаль (біл. Павел Мікалаевіч Доўгаль, нар. 22 грудня 1975, Мінськ, Білоруська РСР, СРСР) — білоруський п'ятиборець, бронзовий призер Олімпійських ігор 2000 року, призер чемпіонатів світу та Європи.

## Біографія
Павло Довгаль народився 22 грудня 1975 року в місті Мінськ (БРСР). Протягом своєї кар'єри не одноразово ставав призером чемпіонатів світу та Європи. Найчастіше спортсмен здобував медалі в командних заліках. Так у 1997 та 1999 роках він ставав срібним призером чемпіонату світу. Також у період з 1998 по 2002 роки Довгаль виграв п'ять медалей на чемпіонатах Європи (три срібні та дві бронзові). Найбільше своє досягнення у кар'єрі спортсмен здобув у 2000 році. На Олімпійських іграх у Сіднеї він став бронзовим призером в особистій гонці.

## Виступи на Олімпійських іграх
| Олімпіада   | Дисципліна     | Місце |
| ----------- | -------------- | ----- |
| Сідней 2000 | особиста гонка | 3     |